# Miss Delaware USA
Miss Delaware USA es el certamen que selecciona a la representante del estado de Delaware en el certamen de Miss USA. El certamen está dirigido por V&M Productions.
Delaware no había clasificado en Miss USA hasta 2015, donde Renee Bull se ubicó en el Top 10. Esta es además la primera, más reciente y única clasificación de Delaware.
La actual Miss Delaware USA es Grace Lange de Newark y fue coronada el 3 de abril de 2022 en el Laird Performing Arts Center de The Tatnall School en Wilmington. Lange representó a Delaware en Miss USA 2022.

## Galería de ganadoras

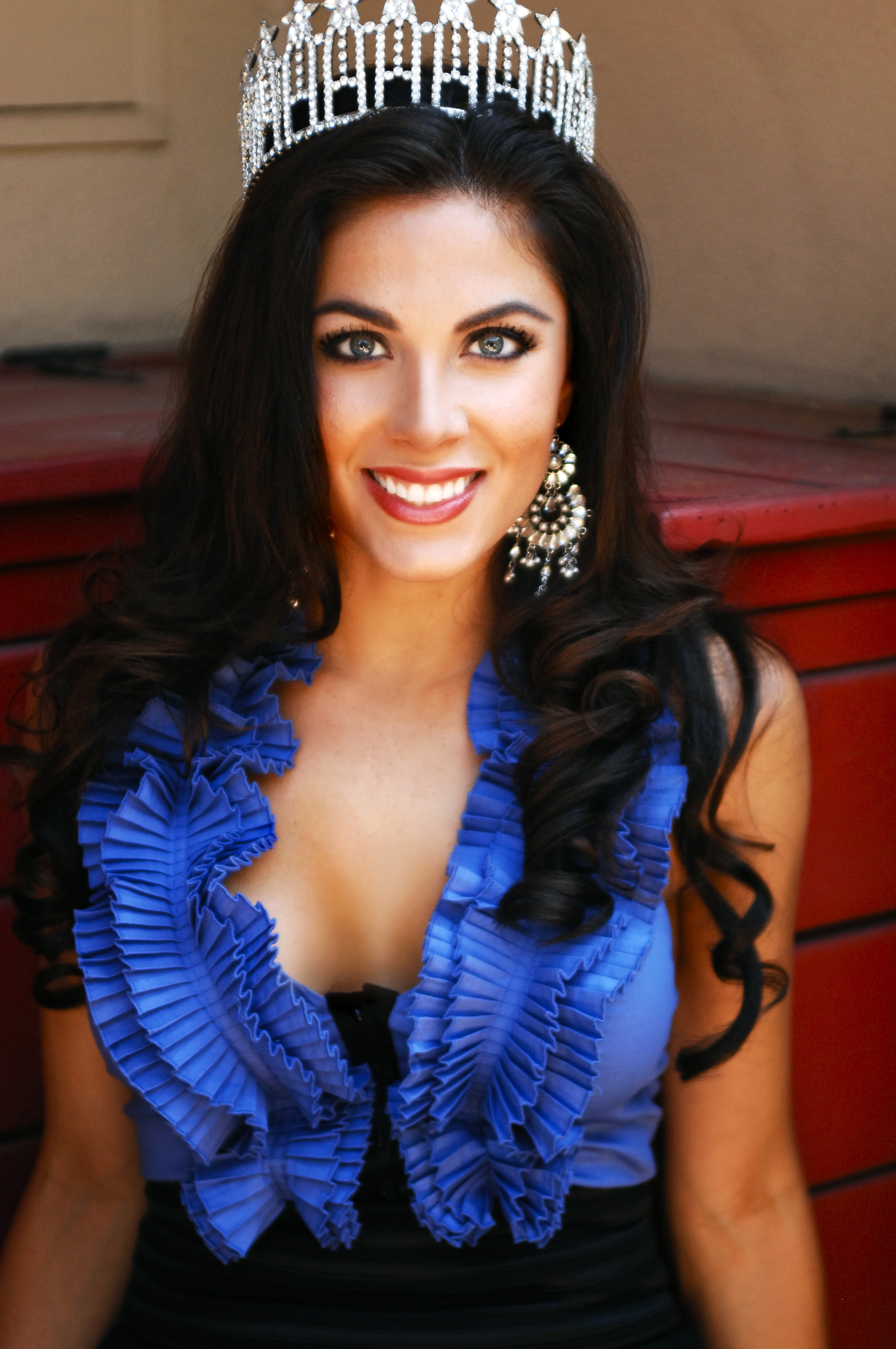
Nicole Bosso, Miss Delaware USA 2007
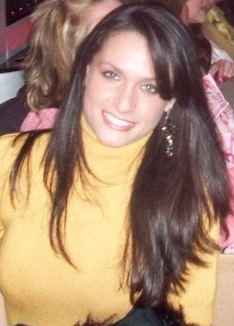
Vincenza Carrieri-Russo, Miss Delaware USA 2008

## Resultados

### Clasificaciones
- Top 11: Renee Bull (2015)

Delaware ha clasificado una sola vez.

### Premios
- Miss Simpatía: Renee Bull (2015)

## Ganadoras
Colores clave
- Declarada como ganadora
- Terminó como finalista
- Terminó como una de las semifinalistas o cuartofinalistas

| Año  | Nombre                  | Ciudad         | Edad1          | Posición en Miss USA | Premios especiales en Miss USA | Notas |
| ---- | ----------------------- | -------------- | -------------- | -------------------- | ------------------------------ | --- |
| 2023 | Por determinar          | Por determinar | Por determinar | Por determinar       |                                | |
| 2022 | Grace Lange             | Newark         | 22             |                      |                                | Anteriormente Miss Delaware Teen USA 2017 |
| 2021 | Drew Sanclemente        | Odessa         | 24             |                      |                                | |
| 2020 | Katie Guevarra          | Middletown     | 26             |                      |                                | |
| 2019 | Jolisa Copeman          | Middletown     | 24             |                      |                                | |
| 2018 | Sierra Wright           | Wilmington     | 20             |                      |                                | Anteriormente Miss Delaware Teen USA 2015 |
| 2017 | Mia Jones               | Bear           | 20             |                      |                                | - Anteriormente Miss Delaware Teen USA 2014 - Top 15 en Miss Teen USA 2014                                                                                            |
| 2016 | Alexandra Vorontsova    | Newark         | 20             |                      |                                | |
| 2015 | Renee Bull              | Middletown     | 22             | Top 11               | Miss Simpatía                  | |
| 2014 | Kelsey Miller           | Wilmington     | 23             |                      |                                | |
| 2013 | Rachel Baiocco          | Bear           | 22             |                      |                                | |
| 2012 | Krista Clausen          | Georgetown     | 18             |                      |                                | Primera finalista en Miss Delaware's Outstanding Teen 2008 |
| 2011 | Katie Hanson            | Newark         | 20             |                      |                                | |
| 2010 | Julie Citro             | Wilmington     | 26             |                      |                                | |
| 2009 | Kate Banaczak           | Middletown     | 24             |                      |                                | |
| 2008 | Vincenza Carrieri-Russo | Newark         | 23             |                      |                                | Primer finalista en Miss Delaware USA 2007. Compitió en Miss Delaware (concurso para Miss America) 2003, 2004, 2006, 2007. Compitió en Miss Delaware Teen USA.        |
| 2007 | Nicole Bosso            | Newark         | 20             |                      |                                | |
| 2006 | Ashlee Greenwell        | Middletown     | 18             |                      |                                | |
| 2005 | Sheena Benton           | Wilmington     | 23             |                      |                                | |
| 2004 | Courtney Purdy          | Newark         | 21             |                      |                                | |
| 2003 | Cheryl Crowe            | Felton         | 23             |                      |                                | Anteriormente Miss Delaware Teen USA 1997, 1.ª finalista en Miss Oktoberfest 2002, compitió en Miss Delaware (concurso para Miss America) y fue 3.ª finalista en 2002 |
| 2002 | Deborah Hoffman         | Ocean View     | 25             |                      |                                | Compitió en Miss Maryland y Miss Delaware (concurso para Miss America), fue 1.ª finalista de Miss Delaware (America) 2001                                             |
| 2001 | Stacey Smith            | Ocean View     | 26             |                      |                                | |
| 2000 | Jennifer Behm           | Wilmington     | 23             |                      |                                | |
| 1999 | Jackie Pilla            |                |                |                      |                                | |
| 1998 | Sherri Davis            |                |                |                      |                                | |
| 1997 | Patricia Gauani         | Dover          |                |                      |                                | |
| 1996 | Star Behl               |                |                |                      |                                | |
| 1995 | Nicole Garis            | Wilmington     |                |                      |                                | |
| 1994 | Teresa Kline            |                |                |                      |                                | |
| 1993 | Annmarie Correll        |                |                |                      |                                | |
| 1992 | Julie Griffith          | Wilmington     |                |                      |                                | |
| 1991 | Laurie Lucidonio        |                |                |                      |                                | |
| 1990 | Nicci Dent              |                |                |                      |                                | Miss Teen All American 1987 |
| 1989 | Terri Spruill           |                |                |                      |                                | |
| 1988 | Christina Lee Angel     |                |                |                      |                                | |
| 1987 | Shellie Haralson        | Newark         |                |                      |                                | |
| 1986 | Lynn Taylor             | Bear           |                |                      |                                | |
| 1985 | Sheila Saints           | Wilmington     |                |                      |                                | |
| 1984 | Denise Lennick          | Wilmington     |                |                      |                                | |
| 1983 | Shelley Perkins         | Newark         |                |                      |                                | |
| 1982 | Shawna Saints           | Wilmington     |                |                      |                                | |
| 1981 | Natalie Ramsey          | Wilmington     |                |                      |                                | |
| 1980 | Karen Giobbe            | Hockessin      |                |                      |                                | |
| 1979 | Lisa Toothman           | Newark         |                |                      |                                | |
| 1978 | Donna Lewis             | New Castle     |                |                      |                                | |
| 1977 | Debby Faulkner          | Wilmington     |                |                      |                                | |
| 1976 | Debbie Kucher           | Newark         |                |                      |                                | Semifinalista en Miss Mundo Estados Unidos 1979 |
| 1975 | Sandy McClure           | Wilmington     |                |                      |                                | |
| 1974 | Cheryl Fetkenher*       |                |                |                      |                                | |
| 1973 | Linda Graves            |                |                |                      |                                | |
| 1972 | Michele Voyer           |                |                |                      |                                | |
| 1971 | Nanette Crist           |                |                |                      |                                | |
| 1970 | Marilyn O’Neill         |                |                |                      |                                | |
| 1969 | Marsha Stoppel          |                |                |                      |                                | |
| 1968 | Diana Parker            |                |                |                      |                                | |
| 1967 | Dianne Judefind         |                |                |                      |                                | |
| 1966 | Jacqueline Kalazinskas  |                |                |                      |                                | |
| 1965 | Shirl Chappell          |                |                |                      |                                | |
| 1964 | Christina Klose         |                |                |                      |                                | |
| 1963 | Susan Kowalski          |                |                |                      |                                | |
| 1962 | No hubo certamen        |                |                |                      |                                | |
| 1961 | Ninea Lou Ringler       |                |                |                      |                                | |
| 1960 | Rose Ann Reed           |                |                |                      |                                | |
| 1959 | Linda E. Humes          |                |                |                      |                                | |
| 1958 | Virginia Jefferson      |                |                |                      |                                | |
| 1957 | Patricia Ellingsworth   |                |                |                      |                                | |
| 1956 | Sandra McCabe           |                |                |                      |                                | |
| 1955 | Helen Blackwell*        |                |                |                      |                                | |
| 1954 | No hubo certamen        |                |                |                      |                                | |
| 1953 | No hubo certamen        |                |                |                      |                                | |
| 1952 | Sue J. Langton          |                |                |                      |                                | |

1 Edad durante el certamen de Miss USA
* Fallecida